# Le Ham (Mayenne)
Le Ham település Franciaországban, Mayenne megyében. Lakosainak száma 343 fő (2022. január 1.). Le Ham Charchigné, Crennes-sur-Fraubée, Hardanges, Javron-les-Chapelles, Loupfougères, Le Ribay és Villaines-la-Juhel községekkel határos.

## Népesség
A település népességének változása:
| Lakosok száma | 432  | 399  | 422  | 434  | 419  | 405  | 395  | 393  | 376  | 343  |
|               | 1968 | 1982 | 1990 | 2006 | 2013 | 2015 | 2017 | 2019 | 2020 | 2022 |